# Omiczka Omsk
Omiczka Omsk; wcześniej Spartak Omsk (ros. Омичка Омск), żeński klub siatkarski z Rosji powstały w 1965 roku z bazą w mieście Omsku. 
Zespół występuje w rosyjskiej Superlidze.

## Sukcesy
Mistrzostwo Rosji:
- 2013, 2014

## Kadra w sezonie 2014/15
- 2.  Marina Bondarewa
- 3.  Nancy Carrillo
- 5.  Jekatierina Orłowa
- 6.  Julija Kutiukowa
- 7.  Anna Makarowa
- 8.  Wiktorija Kuziakina
- 9.  Darja Isajewa
- 10.  Anastasija Szlachowoj
- 11.  Elena Irisowa
- 12.  Marina Babieszyna
- 13.  Anastasija Kornienko
- 14.  Waleria Szatunowa
- 15.  Daria Talyshewa
- 17.  Margarita Kuriło

## Kadra w sezonie 2013/14
- 1.  Anastasija Szlachowoj
- 3.  Nancy Carrillo
- 5.  Jekatierina Orłowa
- 7.  Alena Jurjewa
- 6.  Julija Kutiukowa
- 8.  Wiktorija Kuziakina
- 9.  Natalya Məmmədova
- 10. Olga Fatiejewa
- 12. Marina Babieszyna
- 13. Anastasija Kornienko
- 15. Julija Panowa
- 17. Tatjana Biełkowa
- 20. Olga Tieriochina